# Santa Maria de Itabira
Santa Maria de Itabira – miasto i gmina w Brazylii, w stanie Minas Gerais. Znajduje się w mezoregionie Metropolitana de Belo Horizonte i mikroregionie Itabira.